# رودني جونز (ملاكم)
رودني جونز (بالإنجليزية: Rodney Jones)‏ مواليد 28 يوليو 1968 في لافاييت، هو ملاكم محترف أمريكي سابق صنّف ضمن فئة الوزن المتوسط.

## إحصائيات
خاض خلال مسيرته 42 نزالا، فاز في 37 وتعادل في 1 وخسر في 4. فاز بالضربة القاضية في 22 نزالا.

## روابط خارجية
- رودني جونز على موقع بوكس ريك (الإنجليزية) (registration required)